# Постия синевато-серая
По́стия синева́то-се́рая, или се́ро-голуба́я, также олиго́порус синевато-серый (лат. Póstia caésia) — вид грибов, входящий в род Постия (Postia) семейства Фомитопсисовые (Fomitopsidaceae). Широко распространённый сапротроф, произрастающий на древесине хвойных деревьев.

## Биологическое описание
Плодовые тела недолговечные, шляпочные, сидячие, иногда срастающиеся боками, половинчатой формы, с широкой распростёртой частью, сравнительно мягкие, мясистые, обычно около 1×2×1 см. Верхняя поверхность шляпки белая, с голубоватыми участками или пятнами, при прикосновении более интенсивно голубеющая, у молодых грибов покрытая щетинистым опушением, затем оголяющаяся. Мякоть влажная, мягкая, белая, на воздухе слабо голубеющая, сереющая или зеленеющая. Запах имеется, вкус пресный.
Гименофор трубчатый, белого, сероватого или голубоватого цвета, при надавливании приобретающий более интенсивную окраску. Поры угловатые, у старых грибов неправильной формы.
Гифальная система мономитическая. Гифы тонко- или толстостенные, ветвящиеся, неокрашенные, в траме переплетающиеся, в гименофоре параллельные. Базидии двух- или четырёхспоровые, 12—20×4—6 мкм. Споры цилиндрические или аллантоидные, неокрашенные, обычно неамилоидные 4—6×1,5—2 мкм.
Постия не содержит каких-либо ядовитых веществ, однако его жёсткие тонкие плодовые тела не дают причислять её к съедобным грибам.

### Сходные виды
Известно несколько близких видов, отличающихся в основной по микроскопическим признакам и экологии. Постия синевато-сероватая отличается не синеющими при прикосновении плодовыми телами. Постия ольховая произрастает на ольхе.

## Ареал и экология
Постия — космополит с очень широким ареалом. В России известна во всех регионах от Европейской части до Дальнего Востока
Постия синевато-серая — сапротроф, произрастающий на мёртвой древесине различных хвойных пород (Abies, Juniperus, Larix, Picea, Pinus), в виде исключения — на лиственных. Вызывает бурую гниль. Плодовые тела образуются в конце лета.

## Таксономия
Постия синевато-серая была впервые описана Генрихом Адольфом Шрадером в 1794 году в сборном роде грибов с трубчатым гименофором. В 1821 году переведена Э. М. Фрисом в более узкий род древесных трубчатых грибов. В 1881 году помещена Петером Адольфом Карстеном в род Postia.

### Синонимы
- Bjerkandera caesia (Schrad.) P.Karst., 1881
- Bjerkandera ciliatula P.Karst., 1887
- Boletus caesius Schrad., 1794basionym
- Boletus candidus Roth, 1797
- Cyanosporus caesius (Schrad.) McGinty, 1909
- Leptoporus caesius (Schrad.) Quél., 1886
- Leptoporus lacteus f. ciliatulus (P.Karst.) Pilát, 1938
- Microporus gossypinus (Moug. & Lév.) Kuntze, 1898
- Oligoporus caesius (Schrad.) Gilb. & Ryvarden, 1985
- Polyporus alni Velen., 1922
- Polyporus caesiocoloratus Britzelm., 1893
- Polyporus caesius (Schrad.) Fr., 1821
- Polyporus ciliatulus (P.Karst.) Sacc., 1888
- Polyporus gossypinus Moug. & Lév., 1848
- Polyporus lacteus var. candidus (Roth) Pers., 1825
- Polystictus caesius (Schrad.) Bigeard & H.Guill., 1913
- Polystictus gossypinus (Moug. & Lév.) Cooke, 1886
- Spongiporus caesius (Schrad.) A.David, 1980
- Tyromyces caesius (Schrad.) Murrill, 1907